# Cornovecchio
Cornovecchio (Corvèč in dialetto lodigiano) è un comune italiano di 196 abitanti della provincia di Lodi in Lombardia.

## Origini del nome
Il nome deriva da cornu, "ansa", in riferimento al corso del fiume Po.

## Storia
Di antica origine, il borgo, munito di un castello, fu a lungo conteso fra Milano, Cremona, Piacenza e Lodi.
Divenne nel XII secolo proprietà della chiesa di Milano. 
Passò poi nelle mani di importanti famiglie lombarde; insieme a Basiasco, Corno Giovine, Meleti, Pizzighettone Maleo e Maccastorna costituì il territorio su cui la famiglia Vincemala (Vismara) esercitò il Mero e Misto.
Successivamente nel 1385 Gian Galeazzo Visconti lo concesse ai Bevilacqua.
In età napoleonica (1809-16) Cornovecchio fu frazione di Corno Giovine, recuperando l'autonomia con la costituzione del Regno Lombardo-Veneto.
Nel 1866 al comune di Cornovecchio fu aggregato il comune di Lardera.

### Simboli
Lo stemma e il gonfalone del comune di Cornovecchio sono stati concessi con decreto del presidente della Repubblica del 16 dicembre 1983.
Il gonfalone è un drappo partito di giallo e di rosso.

## Monumenti e luoghi d'interesse
Chiesa parrocchiale della Purificazione di Maria
Ricostruita e ampliata nel 1772 dopo un periodo di abbandono. Notevole il fonte battesimale, di origine cinquecentesca e una statua della Vergine collocatavi nel 1750.
Villa Gattoni Cattaneo
Costruita nel 1821 in stile neoclassico e ornata da un giardino all'inglese.

## Società

### Evoluzione demografica
Abitanti censiti

### Etnie e minoranze straniere
Al 31 dicembre 2008 gli stranieri residenti nel comune di Cornovecchio in totale sono 9, pari al 4,05% della popolazione.

## Geografia antropica
Secondo lo statuto comunale, il territorio comunale comprende il capoluogo e le cascine Campagnola, Castellina, Fontane, Goretti, Lardera, Moriane Alte e Moriane Basse.
Secondo l'ISTAT, il territorio comunale comprende il centro abitato di Cornovecchio e la località di Castellina.

## Economia
Cornovecchio vive di un'economia prevalentemente agricola, basata in special modo sulla produzione di cereali, foraggi e sull'allevamento del bestiame.
In misura minore ha la sua importanza in questo piccolo centro l'artigianato. Sono presenti alcune modeste imprese meccaniche.
Un particolare interessante: Cornovecchio è il più piccolo comune d'Italia riscaldato a metano.

## Amministrazione
Segue un elenco delle amministrazioni locali.
| Periodo | Periodo   | Primo cittadino          | Partito                       | Carica  | Note |
| ------- | --------- | ------------------------ | ----------------------------- | ------- | ---- |
| 1945    |           | Angelo Bernocchi         |                               | Sindaco |      |
| 1946    | 1951      | Giuseppe Bastia          |                               | Sindaco |      |
| 1951    | 1980      | Bassano Squintani        |                               | Sindaco |      |
| 1980    | 1991      | Roberto Fusarpoli        |                               | Sindaco |      |
| 1991    | 1992      | Enrico Lorenzini         |                               | Sindaco |      |
| 1992    | 2006      | Piero Luigi Bianchi      |                               | Sindaco |      |
| 2006    | 2016      | Giuseppe Bragalini       | lista civica (centrosinistra) | Sindaco |      |
| 2016    | 2021      | Veronica Emilia Piazzoli |                               | Sindaco |      |
| 2021    | 2023      | Paola Vignali            | lista civica                  | Sindaco |      |
| 2024    | in carica | Alessandro Rossi         |                               | Sindaco |      |

### Testi di approfondimento
- Ferruccio Pallavera et al., Cornovecchio. Cronache del Novecento, a cura di Angelo Stroppa, Comune di Cornovecchio, 2003, SBN LO10868933.